# Villers-Notre-Dame
Pour les articles homonymes, voir Villers.
Villers-Notre-Dame (en picard Vilé) est une section de la ville belge d'Ath située en Wallonie picarde dans la province de Hainaut.
C'était une commune à part entière avant la fusion des communes de 1977.

## Géographie

### Situation
Le village se trouve sur la Dendre occidentale, à 3 kilomètres au sud-ouest d’Ath. Il fait pendant à l'autre « Villers » — Villers-Saint-Amand — se trouvant de l'autre côté de la Dendre occidentale, avec lequel il ne formait qu'une seule paroisse (Villers-sur-Dendre) jusqu'en 1803.
C'est le plus petit village de la commune d'Ath :
- Au nord et à l'ouest : commune d'Ath (section de Villers-Saint-Amand) ;
- Au sud : commune d'Ath (section de Moulbaix) ;
- À l'est : commune d'Ath (section de Ligne).

### Hydrographie
- La Dendre occidentale.
- Le rieu du Tardin (limite avec Ligne).

## Évolution démographique
- Sources : INS, Rem. : 1831 jusqu'en 1970 = recensements, 1976 = nombre d'habitants au 31 décembre.

## Patrimoine et culture

### Patrimoine architectural

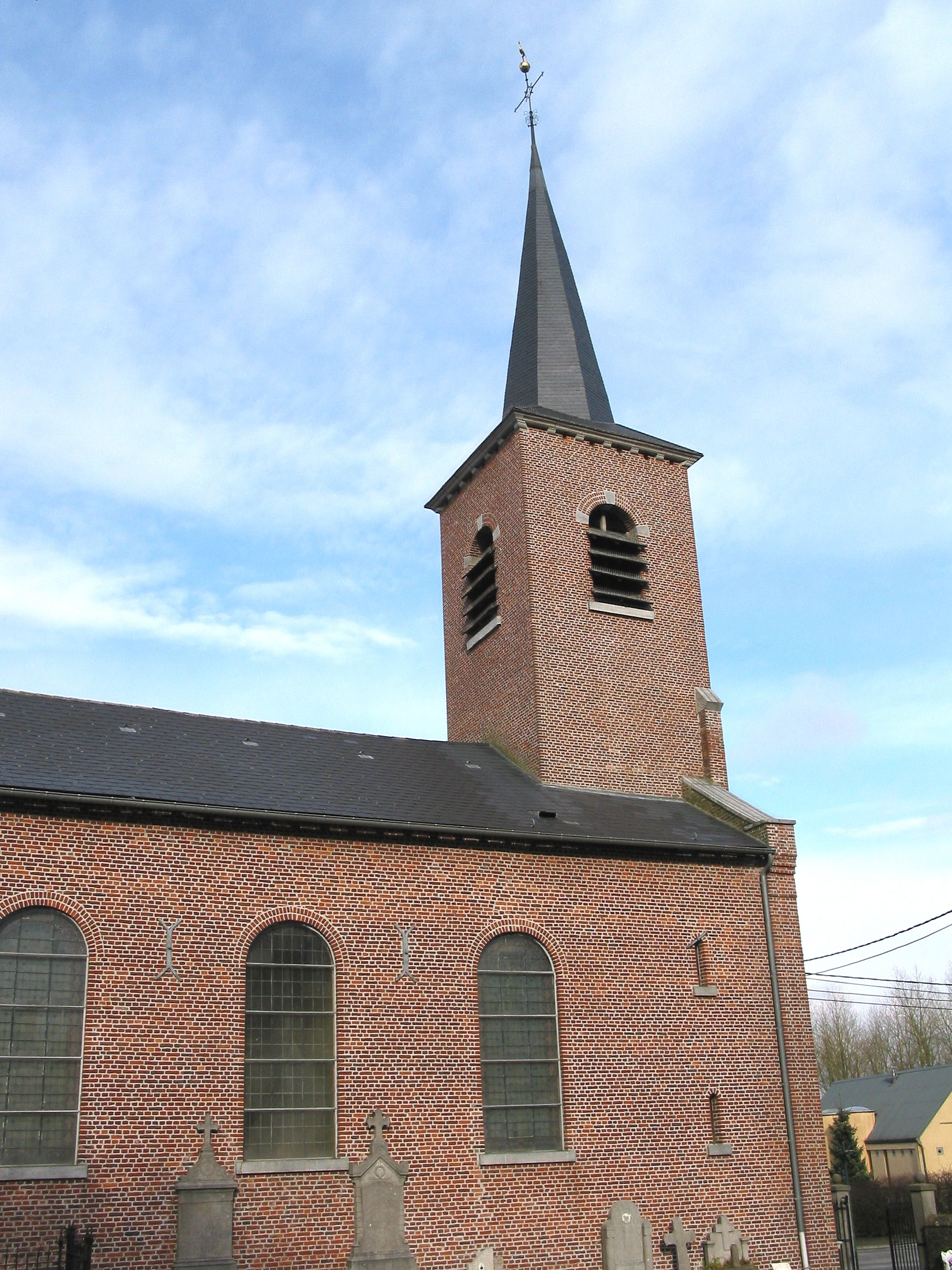
L'église Notre-Dame de la Visitation (1863).

- Pèlerinage annuel du 15 août à "Notre-Dame des Vallées".

L'église, seul monument du village, possède quelques pièces remarquables dont:
- Un panneau en chêne sculpté en 1500 représentant la Vierge sur une gloire aux rayons dorés; elle porte l'Enfant sur le bras droit et tient dans la gauche un fruit (poire ?); dans un ovale supporté par deux anges, on peut lire une inscription en lettres gothiques dorées : S.MARIA O.P.N.
Ce panneau, probablement originaire de l'abbaye de Ghislenghien (Seigneurie qui possédait la presque totalité du village) s'appelait : Notre-Dame de l'Assomption.
- une statue en bois sculpté et polychrome vers 1500. dénommée Vierge au Calvaire.
Les mains sont très belles. sa figure est très fine : on y lit plus le recueillement que la douleur. Hauteur : 70 cm.
Cette Vierge est encore l'objet d'un pèlerinage très fréquenté et d'une grande dévotion.